# Axel Wachtmeister (fältmarskalk)
Axel Wachtmeister af Mälsåker, född 13 januari 1643 i Stockholm, död 24 juli 1699, var svensk greve och militär.

## Biografi
Axel Wachtmeister var son till Hans Wachtmeister (1609–1652) och Agnes Margareta von Helmstedt (1613–1666). Som ung kom han med sin bror Hans Wachtmeister att utföra en del utrikesresor efter vilket han även deltog under sin svåger Bengt Oxenstiernas diplomatiska ärenden. Wachtmeister inledde sin militära bana och deltog genom den franska armén i devolutionskriget. 1672 blev han ryttmästare vid Östgöta kavalleriregemente och avancerade till överstelöjtnant. Vid utbrottet av skånska kriget deltog han först med utmärkelse vid Bremen med återvände 1676 till Sverige efter en kort fångenskap. Efter att ha fått befälet över ett värvat regemente deltog han 1677 med sin bror Hans Wachtmeister befäl över återerövringen av Blekinge och senare utmärkte han även sig i slaget vid Landskrona, där fyra av hans hästar blev dödade under honom. Efter kriget var han högt skattad av Karl XI som 1679 befordrade honom till generalmajor av kavalleriet. Han sändes samma år på diplomatiskt uppdrag till London för hindra engelska ingripanden mot en planerad fransk flottexpedition till Sveriges hjälp. På riksdagen 1680 framträdde han tillsammans brodern Hans som en av den kungliga politikens mest burdusa och högröstade förespråkare och kom sedan - efter övergående missnöje på grund av vissa reduktionsbeslut - att bli en av Karl XI:s mest förtrogna vänner. Under 17 år kom han så gott som dagligen att vistas i kungens närhet och var hans trogne följeslagare på resor, mönstringar och jakter. Kungens ynnestbevis var många men knappast av ekonomisk betydelse. 1693 blev han kungligt råd och greve med rätt att skriva sig greve till Mälsåker. Karl XII:s förmyndare utsåg honom 1697 till fältmarskalk och interimistisk president i Krigskollegium. På den senare posten verkade han endast några år. Han verkar ha saknat djupare politiska intressen. Han kom dock att anlitas av brodern Hans och svågern Bengt Oxenstierna. Genom sitt giftermål med Anna Maria Soop af Limingo kom han att få disposition över betydande jord- och kapitaltillgångar och var oberoende av några tjänster för att försörja sig.

## Familj
Axel Wachtmeister gifte sig 1682 med Anna Maria Soop af Limingo (1660–1735) och fick med henne fem barn: Carl Gustaf (1683–1697); Eleonora Margareta (1684–1748), gift von Fersen; Hans (1686–1708); Maria (1688–1692); hovfröken Ulrika Maria Wachtmeister (1693–1713).